# 祯旺乡
祯旺乡，是中华人民共和国浙江省丽水市青田县下辖的一个乡镇级行政单位。

## 行政区划
祯旺乡下辖以下地区：
吴宅村、山寮村、祯旺村、上垟村、吴畲村、陈须村、谷甫村和应章村。